# Sphaeromyxidae
Sphaeromyxidae (лат.) — семейство Myxozoa из отряда Bivalvulida. Споры с грубыми толстыми створками (за исключением рода Auerbachia), с примитивными полярными капсулами, в которых находятся короткие и толстые стрекательные нити, не образующие правильных витков. Большинство видов (род Sphaeromyxa) имеют веретеновидные споры с притупленными концами. В них содержатся две полярные капсулы. У представителей рода Auerbachia споры неправильной булововидной формы, с суженным задним полюсом и расширенным передним, на котором располагается единственная крупная полярная капсула. Йодофильная вакуоль отсутствует. Вегетативные формы — огромные дисковидные многоспоровые плазмодии, видимые невооружённым глазом. Паразиты желчного пузыря морских костистых рыб.